# Fezarák
A fezarák Arábiából Egyiptomon keresztül Szudánba vándorolt népcsoport. Lélekszámuk mintegy 200 000 fő. Többségük iszlám vallású. A nép szudáni arab nyelven beszél.

## Fordítás
Ez a szócikk részben vagy egészben  a   Fezara people című angol Wikipédia-szócikk ezen változatának fordításán alapul.  Az eredeti cikk szerkesztőit annak laptörténete sorolja fel. Ez a jelzés csupán a megfogalmazás eredetét és a szerzői jogokat jelzi, nem szolgál a cikkben szereplő információk forrásmegjelöléseként.